# 塔普提
塔普提（Tapputi）普遍認為是世界上第一位有紀錄的化學家，根據大約西元前1200年美索不達米亞楔形文字的一塊泥板，她是巴比倫的皇家香水製造者，也是皇宮香水工廠的監工，使用花、油、菖蒲以及莎草屬、沒藥、香脂，反覆加水和其他溶劑然後蒸餾和過濾製造香水。
塔普提並非泥板上唯一提及與香水相關的女性，還有另一位，但是名字前半部分已經遺失。
動畫《Super Science Friends》的主要角色之一是塔普提。